# Program Artemis
Program Artemis je mednarodni program vesoljskih poletov, ki ga financira vlada ZDA in katerega cilj je do leta 2024 izvesti pristanek prve ženske in naslednjega moškega na Luni, natančneje v območju luninega južnega pola.
Program izvajajo pretežno NASA, ameriške komercialne vesoljske družbe, za katere je NASA sklenila pogodbo, in mednarodni partnerji, vključno z Evropsko vesoljsko agencijo (ESA), Japonsko agencijo za raziskovanje vesolja (JAXA), Kanadsko vesoljsko agencijo (CSA), Italijansko vesoljsko agencijo (ASI), avstralsko vesoljsko agencijo (ASA), Vesoljsko agencijo Združenega kraljestva (UKSA), Vesoljsko agencijo Združenih arabskih emiratov (UAESA), Državno vesoljsko agencijo Ukrajine in Brazilsko vesoljsko agencijo (AEB). NASA vodi program, vendar pričakuje, da bodo mednarodna partnerstva igrala ključno vlogo. Dolgoročni cilji vključujejo ustanovitev ekspedicijske ekipe in trajnostno prisotnost na Luni, postavitev temeljev za zasebna podjetja za izgradnjo luninega gospodarstva in sčasoma pošiljanje ljudi na Mars.
Decembra 2017 je predsednik Donald Trump podpisal Direktivo o vesoljski politiki 1, s katero je odobril lunino kampanjo. Artemis se opira na tekoče programe vesoljskih plovil, med katerimi so Orion, Gateway in Commercial Lunar Payload Services, ter doda še nerazvito pristajalno napravo s posadko. Vesoljski sistem bo služil kot glavna nosilna raketa za Orion, medtem ko so komercialne rakete namenjene za druge elemente kampanje. NASA je zahtevala 1,6 milijarde ameriških dolarjev dodatnega financiranja za Artemis za proračunsko leto 2020, medtem ko je odbor za odobritev senata od NASE zahteval petletni proračunski profil, ki ga potrebuje za oceno in odobritev v kongresu. Februarja 2021 je uprava Bidena potrdila program Artemis.

## Zgodovina
Trenutni program Artemis vključuje več glavnih komponent drugih preklicanih programov in misij NASE, kot sta program Constellation in Asteroid Redirect Mission. Prvotno je bil zakonsko urejen z Nasinim zakonom o odobritvi leta 2005, Constellation je vključeval razvoj Ares I, Ares V in Orion Crew Exploration Vehicle. Program je trajal od zgodnjih 2000-ih do leta 2010.
Maja 2009 je predsednik Barack Obama ustanovil Avguštinov odbor, da bi upošteval več ciljev, vključno s podporo Mednarodni vesoljski postaji, razvojem misij zunaj nizke zemeljske orbite (vključno z Luno, Marsom in bližnjimi predmeti) in uporabo komercialnega prostora znotraj opredeljenih proračunskih omejitev. Odbor je zaključil, da je bil program Constellation v veliki meri premalo financiran in da pristanek na Luni leta 2020 ni mogoč. Constellation je bil nato ustavljen.
15. aprila 2010 je predsednik Obama v vesoljskem centru Kennedy govoril o načrtih uprave NASE in odpovedal neorionske elemente Constellation ob predpostavki, da je program postal neveljaven. Namesto tega je predlagal dodatnih 6 milijard ameriških dolarjev in pozval k razvoju novega raketnega programa za nove težje dvižne rakete, ki bodo pripravljene za gradnjo do leta 2015 z misijami posadke na orbito Marsa do sredine 2030-ih.
11. oktobra 2010 je predsednik Obama podpisal zakon o odobritvi NASE iz leta 2010, ki je vključeval zahteve za takojšen razvoj vesoljskega sistema za lansiranje kot nadaljnje nosilne rakete do space shuttla in nadaljnji razvoj vozila za raziskovanje s posadko sposoben podpirati misije zunaj nizke zemeljske orbite z začetkom leta 2016, hkrati pa, kjer je to mogoče, povečati uporabo delovne sile, sredstev in zmogljivosti space shuttla, programa Constellation in drugih programov NASE. Zakon je vlagal tudi v vesoljske tehnologije in robotske zmogljivosti, povezane s splošnim okvirom za raziskovanje vesolja, še naprej je podpiral komercialne orbitalne prevozne storitve, komercialne storitve oskrbe in razširil program za razvoj komercialne posadke.
Predsednik Donald Trump je 30. junija 2017 podpisal izvršno odredbo o ponovni ustanovitvi Nacionalnega sveta za vesolje, ki mu predseduje podpredsednik Mike Pence. Prva proračunska zahteva Trumpove administracije je ohranila programe vesoljskega letenja iz obdobja Obame: komercialne storitve oskrbe, razvoj komercialne posadke, sistem za izstrelitev v vesolje in vesoljsko plovilo Orion za globoke vesoljske misije, hkrati pa zmanjšalo znanstvene raziskave o Zemlji in pozvalo k odpravi Nasinih izobraževalnih pisarn.
11. decembra 2017 je predsednik Trump podpisal Direktivo o vesoljski politiki 1, spremembo nacionalne vesoljske politike, ki predvideva integriran program pod vodstvom ZDA s partnerji iz zasebnega sektorja za človekovo vrnitev na Luno, čemur sledijo misije na Mars in naprej. Politika poziva Nasinega skrbnika, naj "s komercialnimi in mednarodnimi partnerji vodi inovativen in trajnosten program raziskovanja, ki bo omogočil širjenje človeka po celotnem Osončju in na Zemljo vrnil nova znanja in priložnosti". Cilj prizadevanj je učinkovitejša organizacija vladnih, zasebnih in mednarodnih prizadevanj za vrnitev ljudi na Luno in postavitev temeljev za morebitno človekovo raziskovanje Marsa.
26. marca 2019 je podpredsednik Mike Pence napovedal, da bo Nasin cilj pristajanja na Luni pospešen za štiri leta z načrtovanim pristankom leta 2024. 14. maja 2019 je Nasin administrator Jim Bridenstine sporočil, da se bo novi program imenoval Artemis, ki je v grški mitologiji sestra dvojčka Apolona in boginje Lune. Kljub takojšnjim novim ciljem so bile misije na Mars do leta 2030 še vedno predvidene od maja 2019.
Februarja 2020 je Bela hiša v okviru proračuna za proračunsko leto 2021 zahtevala povečanje sredstev za 12% za kritje programa Artemis. Skupni proračun bi znašal 25,2 milijarde ameriških dolarjev na leto, 3,7 milijarde ameriških dolarjev bi namenili sistemu človeškega izkrcanja. Nasin finančni direktor Jeff DeWit je dejal, da meni, da ima agencija "zelo dober poskus", da ta proračun posreduje Kongresu kljub demokratičnim pomislekom glede programa. Vendar je julija 2020 Odbor za proračunska sredstva za hišo zavrnil zahtevano povečanje financiranja Bele hiše. Predlog zakona v Parlamentu namenja le 700 milijonov ameriških dolarjev sistemu človeškega izkrcanja, kar je 3 milijarde dolarjev manj od zahtevanega zneska.
V februarju 2021 je vršilec dolžnosti upravitelja Nase Steve Jurczyk na vprašanje glede terminskega načrta projekta ponavljal te proračunske pomisleke in pojasnil, da "cilj pristanka na Luni leta 2024 morda ni več realen cilj".
4. februarja 2021 je tiskovna predstavnica Bele hiše Jen Psaki izrazila podporo prizadevanju.